# Renzhuang
Renzhuang (kinesiska: 壬庄乡, 壬庄) är en socken i Kina. Den ligger i den autonoma regionen Guangxi, i den södra delen av landet, omkring 190 kilometer väster om regionhuvudstaden Nanning. Antalet invånare är 16412. Befolkningen består av 7 930 kvinnor och 8 482 män. Barn under 15 år utgör 26,0 %, vuxna 15-64 år 62 %, och äldre över 65 år 11,0 %.
Genomsnittlig årsnederbörd är 1 782 millimeter. Den regnigaste månaden är juni, med i genomsnitt 331 mm nederbörd, och den torraste är februari, med 22 mm nederbörd.